# Carte Blanche (collection)
Pour les articles homonymes, voir Carte blanche.
Carte Blanche, ou Carte Blanche Spirou à…, est une ancienne collection de l'éditeur Dupuis qui permettait dans les années 1980 de lancer de nouvelles séries de bande dessinée et de jeunes auteurs.

## Titres
- 1 Les Démêlés d'Arnest Ringard et d'Augraphie, Dupuis, Carte Blanche, 1981
Scénario : André Franquin et Yvan Delporte - Dessin : Frédéric Jannin - (ISBN 2-8001-0755-3)
- 2 Bouldaldar et Colegram : Armande du lac des brumes, Dupuis, Carte Blanche, 1981
Scénario et dessin : Sirius - (ISBN 2-8001-0790-1)
- 3 Les Grandes Amours contrariées, Dupuis, Carte Blanche, 1982
Scénario : Raoul Cauvin - Dessin : Philippe Bercovici - (ISBN 2-8001-0919-X)
- 4 Zowie : Le Pinceau de cristal, Dupuis, Carte Blanche, 1983
Scénario et dessin : Bosse - Couleurs : Studio Leonardo - (ISBN 2-8001-0958-0)
- 5 421 : L'Épave et les millions, Dupuis, Carte Blanche, 1983
Scénario : Stephen Desberg - Dessin : Éric Maltaite - (ISBN 2-8001-0969-6)
- 6 Géo et Tafta : Le Pays de Guelem avec Géo et Tafta, Dupuis, Carte Blanche, 1983
Scénario et dessin : Guy Counhaye - (ISBN 2-8001-0983-1)
- 7 Jeannette Pointu : Le Dragon vert, Dupuis, Carte Blanche, 1983
Scénario et dessin : Marc Wasterlain - (ISBN 2-8001-0993-9)
- 8 Les Farfeluosités, Dupuis, Carte Blanche, 1984
Scénario et dessin : Jacques Devos - (ISBN 2-8001-0989-0)
- 9 Gully : Le Petit mélancolique, Dupuis, Carte Blanche, 1985
Scénario : Makyo - Dessin : Alain Dodier - (ISBN 2-8001-1139-9)
- 10 Alceister Crowley, Dupuis, Carte Blanche, 1985
Scénario et dessin : Antonio Cossu - (ISBN 2-8001-1164-X)